# Подгор'є (Оребич)
42°59′ пн. ш. 17°10′ сх. д. / 42.98° пн. ш. 17.16° сх. д.
Подгор'є (хорв. Podgorje) — населений пункт у Хорватії, у Дубровницько-Неретванській жупанії у складі громади Оребич.

## Населення
Населення за даними перепису 2011 року становило 171 осіб.
Динаміка чисельності населення поселення: